# Кобіха
Кобіха, Кувіха (ісп. Cobija; айм. Kuwixa) — місто в Болівії, центр департаменту Пандо. Населення міста становить близько 25 тисяч чоловік.

## Географія
Кобіха знаходиться на кордоні з Бразилією та Перу, за 600 км на північ від Ла-Паса; розташована на берегах річки Акрі, навпроти бразильського міста Бразилея, на висоті 280 м над рівнем моря.

### Клімат
Місто знаходиться у зоні, котра характеризується мусонним кліматом. Найтепліший місяць — січень із середньою температурою 25.6 °C (78 °F). Найхолодніший місяць — червень, із середньою температурою 22.8 °С (73 °F).
| Клімат Кобіхи           | Клімат Кобіхи | Клімат Кобіхи | Клімат Кобіхи | Клімат Кобіхи | Клімат Кобіхи | Клімат Кобіхи | Клімат Кобіхи | Клімат Кобіхи | Клімат Кобіхи | Клімат Кобіхи | Клімат Кобіхи | Клімат Кобіхи | Клімат Кобіхи |
| Показник                | Січ.          | Лют.          | Бер.          | Квіт.         | Трав.         | Черв.         | Лип.          | Серп.         | Вер.          | Жовт.         | Лист.         | Груд.         | Рік           |
| Середня температура, °C | 26            | 25            | 25            | 25            | 24            | 23            | 24            | 25            | 26            | 26            | 26            | 26            | 25            |
| Норма опадів, мм        | 255           | 242           | 238           | 184           | 81            | 29            | 23            | 45            | 102           | 162           | 229           | 251           | 1842          |
| ----------------------- | ------------- | ------------- | ------------- | ------------- | ------------- | ------------- | ------------- | ------------- | ------------- | ------------- | ------------- | ------------- | ------------- |
| Джерело: Weatherbase    |               |               |               |               |               |               |               |               |               |               |               |               |               |

## Історія та економіка
Кобіха була заснована 1906 року полковником Енріке Корнехо, первинно під назвою Баїя. Свою сучасну назву місто отримало 1908 року в пам'ять про колишній болівійський порт на тихоокеанському узбережжі, втрачений країною під час тихоокеанської війни. На початку 1900-их місто було важливим центром виробництва натурального каучуку. Коли промисловість обвалилася і головне джерело прибутків було втрачено, населення міста значно зменшилось. Нині основою економіки району є вирощування бразильських горіхів.